# Дискографія Дуа Ліпи
Британська співачка косовського походження Дуа Ліпа випустила три студійних альбоми, два перевидання альбомів, один ремікс-альбом, п'ять мініальбомів, тридцять п'ять синглів (у тому числі вісім як запрошена артистка), десять промосинглів, два благодійних сингли та тридцять вісім музичних кліпів. Після підписання контракту з Warner Bros. Records вона випустила свій дебютний сингл «New Love» у 2015 році. Наступного року вона отримала визнання завдяки синглам «Hotter than Hell» і «Blow Your Mind (Mwah)». У червні 2017 року Ліпа випустила свій однойменний дебютний студійний альбом, який потрапив в топ-10 чартів в Австралії, Бельгії, Ірландії, Нідерландах, Новій Зеландії, Швеції та Великій Британії. Гіти альбому, які очолювали чарти, такі як «Be the One», «New Rules» та «IDGAF», принесли Ліпі міжнародну популярність.
«New Rules» став першим синглом Ліпи № 1 у Великій Британії; благодійний сингл «Bridge over Troubled Water», присвячений жертвам пожежі в Grenfell Tower, також очолив UK Singles Chart. У 2018 році вона перевидала свій дебютний альбом під назвою «Dua Lipa: Complete Edition», додавши до нього кілька своїх вже випущених спільних робіт, зокрема «One Kiss» з Келвіном Гаррісом — пісню, яка вісім тижнів була на вершині UK Singles Chart.
У березні 2020 року Ліпа випустила другий студійний альбом «Future Nostalgia». Пізніше вона випустила ремікс-альбом «Club Future Nostalgia» у співпраці з The Blessed Madonna, а також перевидання «Future Nostalgia: The Moonlight Edition». «Future Nostalgia» посів перше місце в Австралії, Ірландії, Нідерландах, Новій Зеландії та Великій Британії. Його лідсингл «Don't Start Now» мав комерційний успіх, потрапивши в топ-10 на кількох міжнародних ринках і на перше місце в Ірландії. У квітні 2020 року сингли Ліпи «Don't Start Now», «Physical» і «Break My Heart» одночасно увійшли в топ-10 UK Singles Chart, зробивши її п'ятою виконавицею, чиї три сингли одночасно увійшли в топ-10 чарту.
У рамках «Live Lounge Allstars» Ліпа брала участь у благодійному синглі для допомоги від пандемії COVID-19 «Times Like These», який посів перше місце у Великій Британії. «Levitating» з альбому «Future Nostalgia» був комерційно успішним синглом у всьому світі, посів друге місце в чарті Billboard Global 200. Пісня «Fever», записана у співпраці з французькою співачкою Анжель, встановила рекорд як найдовше програвана пісня № 1 в бельгійському чарті Ultratop Wallonia. Ліпа співпрацювала з Елтоном Джоном над «Cold Heart (Pnau remix)», який став її третім синглом № 1 у Великій Британії, а також потрапив у топ-10 кількох міжнародних чартів.

## Альбоми

### Студійні альбоми
| Назва            | Подробиці                                                                                      | Найвищі позиції в чартах | Найвищі позиції в чартах | Найвищі позиції в чартах | Найвищі позиції в чартах | Найвищі позиції в чартах | Найвищі позиції в чартах | Найвищі позиції в чартах | Найвищі позиції в чартах | Найвищі позиції в чартах | Найвищі позиції в чартах | Продажі                      | Сертифікації |
| Назва            | Подробиці                                                                                      | UK                       | AUS                      | BEL (FL)                 | CAN                      | GER                      | IRL                      | NLD                      | NZ                       | SWE                      | US                       | Продажі                      | Сертифікації |
| ---------------- | ---------------------------------------------------------------------------------------------- | ------------------------ | ------------------------ | ------------------------ | ------------------------ | ------------------------ | ------------------------ | ------------------------ | ------------------------ | ------------------------ | ------------------------ | ---------------------------- | --- |
| Dua Lipa         | - Випущений: 2 червня 2017 - Лейбл: Warner Bros. - Формати: CD, LP, DL, стрімінг               | 3                        | 8                        | 6                        | 14                       | 22                       | 3                        | 6                        | 7                        | 8                        | 27                       | - Велика Британія: 1,032,934 | - BPI: 3× платиновий - ARIA: золотий - BEA: платиновий - BVMI: золотий - GLF: золотий - MC: 4× платиновий - NVPI: платиновий - RIAA: платиновий - RMNZ: 2× платиновий |
| Future Nostalgia | - Випущений: 27 березня 2020 - Лейбл: Warner - Формати: CD, LP, DL, стрімінг, касети, бокс-сет | 1                        | 1                        | 2                        | 2                        | 4                        | 1                        | 1                        | 1                        | 4                        | 3                        | - Велика Британія: 741,218   | - BPI: 2× платиновий - ARIA: золотий - BEA: платиновий - BVMI: золотий - MC: 6× платиновий - NVPI: 2× платиновий - RIAA: платиновий - RMNZ: платиновий                |
| Radical Optimism | - Випущений: 3 травня 2024 - Лейбл: Warner - Формати: CD, LP, DL, стрімінг, касети, бокс-сет   | 1                        | 2                        | 2                        | 3                        | 3                        | 2                        | 1                        | 2                        | 4                        | 2                        |                              | - BPI: золотий - MC: золотий |

### Перевидання
| Назва                                   | Подробиці                                                                         | Найвищі позиції в чартах | Найвищі позиції в чартах | Найвищі позиції в чартах | Найвищі позиції в чартах | Найвищі позиції в чартах | Найвищі позиції в чартах | Найвищі позиції в чартах | Найвищі позиції в чартах | Найвищі позиції в чартах | Найвищі позиції в чартах | Сертифікації          |
| Назва                                   | Подробиці                                                                         | UK                       | AUS                      | BEL (FL)                 | CAN                      | GER                      | IRL                      | NLD                      | NZ                       | SWE                      | US                       | Сертифікації          |
| --------------------------------------- | --------------------------------------------------------------------------------- | ------------------------ | ------------------------ | ------------------------ | ------------------------ | ------------------------ | ------------------------ | ------------------------ | ------------------------ | ------------------------ | ------------------------ | --------------------- |
| Dua Lipa: Complete Edition              | - Випущений: 19 жовтня 2018 - Лейбл: Warner Bros. - Формати: CD, LP, DL, стрімінг | 9                        | 13                       | 12                       | 28                       | 84                       | 3                        | 16                       | 20                       | 47                       | 42                       |                       |
| Future Nostalgia: The Moonlight Edition | - Випущений: 11 лютого 2021 - Лейбл: Warner - Формати: CD, LP, DL, стрімінг       | 2                        | 1                        | 3                        | 3                        | 17                       | 2                        | 1                        | 3                        | 8                        | 3                        | - RMNZ: 5× платиновий |

### Лайв-альбоми
| Назва                                    | Подробиці                                                                  | Найвищі позиції в чартах | Найвищі позиції в чартах | Найвищі позиції в чартах |
| Назва                                    | Подробиці                                                                  | UK                       | BEL (FL)                 | NLD                      |
| ---------------------------------------- | -------------------------------------------------------------------------- | ------------------------ | ------------------------ | ------------------------ |
| Dua Lipa Live from the Royal Albert Hall | - Випущений: 6 грудня 2024 - Лейбл: Warner - Формати: CD, LP, DL, стрімінг | 40                       | 5                        | 58                       |

### Ремікс-альбоми
| Назва                                         | Подробиці                                                                   | Найвищі позиції в чартах | Найвищі позиції в чартах | Найвищі позиції в чартах |
| Назва                                         | Подробиці                                                                   | CAN                      | US                       | US Dance                 |
| --------------------------------------------- | --------------------------------------------------------------------------- | ------------------------ | ------------------------ | ------------------------ |
| Club Future Nostalgia (з The Blessed Madonna) | - Випущений: 28 серпня 2020 - Лейбл: Warner - Формати: CD, LP, DL, стрімінг | 13                       | 28                       | 1                        |

## Мініальбоми
| Назва                                                                         | Подробиці                                                                 | Найвищі позиції в чартах |
| Назва                                                                         | Подробиці                                                                 | US Vinyl                 |
| ----------------------------------------------------------------------------- | ------------------------------------------------------------------------- | ------------------------ |
| Spotify Sessions                                                              | - Випущений: 8 липня 2016 - Лейбл: Warner Bros. - Формати: стрімінг       | —                        |
| Be the One                                                                    | - Випущений: 7 серпня 2016 - Лейбл: Dua Lipa Limited. - Формати: стрімінг | —                        |
| The Only                                                                      | - Випущений: 2 квітня 2017 - Лейбл: Warner Bros. - Формати: LP            | 21                       |
| Live Acoustic                                                                 | - Випущений: 8 грудня 2017 - Лейбл: Warner Bros. - Формати: DL, стрімінг  | —                        |
| Deezer Sessions                                                               | - Випущений: 11 квітня 2019 - Лейбл: Warner - Формати: стрімінг           | —                        |
| «—» позначає запис, який не потрапив у чарти або не був виданий у цій країні. |                                                                           |                          |

## Сингли

### Як головна виконавиця
| Назва                                                                         | Рік  | Найвищі позиції в чартах | Найвищі позиції в чартах | Найвищі позиції в чартах | Найвищі позиції в чартах | Найвищі позиції в чартах | Найвищі позиції в чартах | Найвищі позиції в чартах | Найвищі позиції в чартах | Найвищі позиції в чартах | Найвищі позиції в чартах | Сертифікації | Альбом                  |  |
| Назва                                                                         | Рік  | UK                       | AUS                      | BEL (FL)                 | CAN                      | GER                      | IRL                      | NLD                      | NZ                       | SWE                      | US                       | Сертифікації | Альбом                  |  |
| ----------------------------------------------------------------------------- | ---- | ------------------------ | ------------------------ | ------------------------ | ------------------------ | ------------------------ | ------------------------ | ------------------------ | ------------------------ | ------------------------ | ------------------------ | --- | ----------------------- |  |
| «New Love»                                                                    | 2015 | —                        | —                        | —                        | —                        | —                        | —                        | —                        | —                        | —                        | —                        | | Dua Lipa                |  |
| «Be the One»                                                                  | 2015 | 9                        | 6                        | 1                        | —                        | 11                       | 25                       | 11                       | 20                       | 100                      | —                        | - BPI: 2× платиновий - ARIA: 2× платиновий - BEA: платиновий - BVMI: платиновий - GLF: золотий - MC: золотий - NVPI: 2× платиновий - RIAA: золотий - RMNZ: золотий                      | Dua Lipa                |  |
| «Last Dance»                                                                  | 2016 | —                        | —                        | —                        | —                        | —                        | —                        | —                        | —                        | —                        | —                        | | Dua Lipa                |  |
| «Hotter than Hell»                                                            | 2016 | 15                       | 17                       | 20                       | —                        | 71                       | 24                       | 32                       | —                        | 44                       | —                        | - BPI: платиновий - ARIA: золотий - BVMI: золотий - GLF: платиновий - NVPI: платиновий                                                                                                  | Dua Lipa                |  |
| «Blow Your Mind (Mwah)»                                                       | 2016 | 30                       | 59                       | 44                       | —                        | —                        | 40                       | —                        | —                        | —                        | 72                       | - BPI: платиновий - MC: платиновий - RIAA: золотий | Dua Lipa                |  |
| «Scared to Be Lonely» (з Мартіном Гарріксом)                                  | 2017 | 14                       | 14                       | 10                       | 32                       | 9                        | 12                       | 3                        | 8                        | 3                        | 76                       | - BPI: 2× платиновий - ARIA: 3× платиновий - BEA: платиновий - BVMI: 3× золотий - GLF: 4× платиновий - MC: 2× платиновий - NVPI: 3× платиновий - RIAA: 2× платиновий - RMNZ: платиновий | Dua Lipa                |  |
| «Lost in Your Light» (з Miguel)                                               | 2017 | 86                       | —                        | —                        | —                        | —                        | 97                       | —                        | —                        | —                        | —                        | - BPI: срібний | Dua Lipa                |  |
| «New Rules»                                                                   | 2017 | 1                        | 2                        | 1                        | 7                        | 9                        | 1                        | 1                        | 3                        | 7                        | 6                        | - BPI: 4× платиновий - ARIA: 7× платиновий - BEA: 2× платиновий - BVMI: 2× платиновий - GLF: 4× платиновий - MC: 9× платиновий - RIAA: 5× платиновий - RMNZ: 2× платиновий              | Dua Lipa                |  |
| «Homesick»                                                                    |      | —                        | —                        | 12                       | —                        | —                        | —                        | 2                        | —                        | —                        | —                        | - BEA: золотий | Dua Lipa                |  |
| «IDGAF»                                                                       | 2018 | 3                        | 3                        | 4                        | 29                       | 12                       | 1                        | 8                        | 5                        | 15                       | 49                       | - BPI: 3× платиновий - ARIA: 4× платиновий - BEA: золотий - BVMI: золотий - GLF: платиновий - MC: 6× платиновий - RIAA: 2× платиновий - RMNZ: платиновий                                | Dua Lipa                |  |
| «One Kiss» (з Келвіном Гаррісом)                                              | 2018 | 1                        | 3                        | 1                        | 6                        | 1                        | 1                        | 1                        | 6                        | 4                        | 26                       | - BPI: 5× платиновий - ARIA: 9× платиновий - BEA: 2× платиновий - BVMI: 2× платиновий - MC: 3× платиновий - RIAA: 4× платиновий - RMNZ: платиновий                                      | Dua Lipa                |  |
| «Electricity» (з Silk City, Diplo та Марком Ронсоном)                         | 2018 | 4                        | 22                       | 6                        | 61                       | 64                       | 6                        | 13                       | 25                       | 51                       | 62                       | - BPI: платиновий - ARIA: платиновий - BEA: золотий - MC: золотий - RIAA: платиновий | Dua Lipa                |  |
| «Swan Song»                                                                   | 2019 | 24                       | 68                       | 50                       | 99                       | 99                       | 24                       | —                        | —                        | 67                       | —                        | - BPI: срібний | Аліта: Бойовий ангел    |  |
| «Don't Start Now»                                                             | 2019 | 2                        | 2                        | 2                        | 3                        | 10                       | 1                        | 5                        | 3                        | 12                       | 2                        | - BPI: 4x платиновий - ARIA: 8× платиновий - BEA: 2× платиновий - BVMI: 3× золотий - MC: діамантовий - RIAA: 4× платиновий - RMNZ: 4× платиновий                                        | Future Nostalgia        |  |
| «Physical»                                                                    | 2020 | 3                        | 9                        | 3                        | 54                       | 14                       | 2                        | 15                       | 16                       | 42                       | 60                       | - BPI: 2× платиновий - ARIA: 2× платиновий - BEA: платиновий - BVMI: платиновий - MC: 2× платиновий - RIAA: платиновий - RMNZ: платиновий                                               | Future Nostalgia        |  |
| «Break My Heart»                                                              | 2020 | 6                        | 7                        | 14                       | 13                       | 26                       | 3                        | 12                       | 12                       | 21                       | 13                       | - BPI: платиновий - ARIA: 2× платиновий - BEA: платиновий - BVMI: золотий - MC: 4× платиновий - RIAA: платиновий - RMNZ: платиновий                                                     | Future Nostalgia        |  |
| «Hallucinate»                                                                 | 2020 | 31                       | —                        | —                        | —                        | —                        | 40                       | 55                       | —                        | —                        | —                        | - BPI: золотий - RMNZ: золотий - MC: платиновий | Future Nostalgia        |  |
| «Un Día (One Day)» (з J Balvin, Bad Bunny та Tainy)                           | 2020 | 72                       | —                        | —                        | 70                       | 94                       | 55                       | 24                       | —                        | —                        | 63                       | - MC: платиновий - RIAA: 15× платиновий | Future Nostalgia        |  |
| «Levitating (The Blessed Madonna remix)» (з Мадонна та Міссі Елліотт)         | 2020 | 39                       | 35                       | —                        | —                        | —                        | 41                       | —                        | —                        | —                        | —                        | | Club Future Nostalgia   |  |
| «Levitating» (з DaBaby)                                                       | 2020 | 5                        | 4                        | 32                       | 1                        | 16                       | 4                        | 23                       | 5                        | 20                       | 2                        | - BPI: 3× платиновий - ARIA: 8× платиновий - BEA: золотий - BVMI: платиновий - MC: діамантовий - RIAA: 4× платиновий - RMNZ: 6× платиновий                                              | Future Nostalgia        |  |
| «Fever» (з Анжель)                                                            | 2020 | 79                       | —                        | 1                        | 79                       | 85                       | 36                       | —                        | —                        | —                        | —                        | - BEA: 3× платиновий - MC: платиновий | Future Nostalgia        |  |
| «Real Groove (Studio 2054 remix)» (з Кайлі Міноуг)                            | 2020 | 95                       | —                        | —                        | —                        | —                        | —                        | —                        | —                        | —                        | —                        | | Disco                   |  |
| «We're Good»                                                                  | 2021 | 25                       | 24                       | 32                       | 21                       | 52                       | 17                       | 25                       | 24                       | 31                       | 31                       | - BPI: срібний - ARIA: золотий - BEA: золотий - MC: 2× платиновий - RIAA: золотий - RMNZ: золотий                                                                                       | Future Nostalgia        |  |
| «Love Again»                                                                  | 2021 | 51                       | 60                       | 5                        | 11                       | 44                       | 36                       | 21                       | —                        | —                        | 41                       | - BPI: золотий - BVMI: золотий - MC: 2× платиновий | Future Nostalgia        |  |
| «Cold Heart (Pnau remix)» (з Елтоном Джоном)                                  | 2021 | 1                        | 1                        | 2                        | 1                        | 3                        | 2                        | 8                        | 1                        | 5                        | 7                        | - BPI: 3× платиновий - ARIA: 7× платиновий - BVMI: 3× золотий - MC: 7× платиновий - RIAA: 2× платиновий - RMNZ: 7× платиновий                                                           | The Lockdown Sessions   |  |
| «Sweetest Pie» (з Megan Thee Stallion)                                        | 2022 | 31                       | 24                       | —                        | 19                       | 76                       | 14                       | —                        | 33                       | 59                       | 15                       | - BPI: срібний - RIAA: платиновий - MC: платиновий | Traumazine              |  |
| «Potion» (з Келвіном Гаррісом та Young Thug)                                  | 2022 | 16                       | 32                       | —                        | 31                       | 85                       | 9                        | 45                       | 35                       | 40                       | 71                       | - BPI: срібний - ARIA: золотий - MC: золотий | Funk Wav Bounces Vol. 2 |  |
| «Dance the Night»                                                             | 2023 | 1                        | 3                        | 1                        | 4                        | 7                        | 1                        | 4                        | 5                        | 25                       | 6                        | - BPI: платиновий - ARIA: 4× платиновий - BEA: платиновий - MC: 3× платиновий - RMNZ: платиновий                                                                                        | Barbie: The Album       |  |
| «Houdini»                                                                     | 2023 | 2                        | 7                        | 1                        | 5                        | 9                        | 6                        | 8                        | 13                       | 13                       | 11                       | - BPI: золотий - ARIA: платиновий - BEA: золотий - MC: платиновий - RMNZ: золотий | Radical Optimism        |  |
| «Training Season»                                                             | 2024 | 4                        | 12                       | 7                        | 11                       | 25                       | 6                        | 20                       | 10                       | 15                       | 27                       | - BPI: срібний - ARIA: платиновий - MC: платиновий | Radical Optimism        |  |
| «Illusion»                                                                    | 2024 | 9                        | 21                       | 27                       | 28                       | 76                       | 14                       | 38                       | 32                       | 24                       | 43                       | - BPI: срібний - MC: золотий | Radical Optimism        |  |
| «These Walls»                                                                 | 2024 | 40                       | —                        | 22                       | 65                       | —                        | 44                       | —                        | —                        | 54                       | —                        | |                         |  |
| «—» позначає запис, який не потрапив у чарти або не був виданий у цій країні. |      |                          |                          |                          |                          |                          |                          |                          |                          |                          |                          | |                         |  |

### Як запрошена виконавиця
| Назва                                                                         | Рік  | Найвищі позиції в чартах | Найвищі позиції в чартах | Найвищі позиції в чартах | Найвищі позиції в чартах | Найвищі позиції в чартах | Найвищі позиції в чартах | Найвищі позиції в чартах | Найвищі позиції в чартах | Найвищі позиції в чартах | Найвищі позиції в чартах | Сертифікації | Альбом               |
| Назва                                                                         | Рік  | UK                       | AUS                      | BEL (FL)                 | CAN                      | GER                      | IRL                      | NLD                      | NZ                       | SWE                      | US                       | Сертифікації | Альбом               |
| ----------------------------------------------------------------------------- | ---- | ------------------------ | ------------------------ | ------------------------ | ------------------------ | ------------------------ | ------------------------ | ------------------------ | ------------------------ | ------------------------ | ------------------------ | --- | -------------------- |
| «No Lie» (Шон Пол з Дуа Ліпою)                                                | 2016 | 10                       | —                        | 44                       | —                        | 10                       | 31                       | 14                       | —                        | —                        | —                        | - BPI: 2× платиновий - BVMI: 3× золотий - MC: платиновий - NVPI: платиновий                                            | Mad Love the Prequel |
| «If Only» (Андреа Бочеллі з Дуа Ліпою)                                        | 2018 | —                        | —                        | —                        | —                        | —                        | —                        | —                        | —                        | —                        | —                        | | Sì                   |
| «Sugar (remix)» (Brockhampton з Дуа Ліпою)                                    | 2020 | —                        | 19                       | —                        | 21                       | —                        | —                        | —                        | 12                       | —                        | 95                       | - BPI: срібний - ARIA: платиновий - RIAA: 2× платиновий - RMNZ: платиновий                                             | Ginger               |
| «Prisoner» (Майлі Сайрус з Дуа Ліпою)                                         | 2020 | 8                        | 13                       | 27                       | 17                       | 20                       | 5                        | 20                       | 24                       | 23                       | 54                       | - BPI: платиновий - ARIA: 2× платиновий - BEA: золотий - BVMI: золотий - GLF: золотий - MC: золотий - RIAA: платиновий | Plastic Hearts       |
| «Demeanor» (Pop Smoke з Дуа Ліпою)                                            | 2021 | 14                       | 43                       | —                        | 26                       | —                        | 20                       | —                        | —                        | 41                       | 86                       | | Faith                |
| «—» позначає запис, який не потрапив у чарти або не був виданий у цій країні. |      |                          |                          |                          |                          |                          |                          |                          |                          |                          |                          | |                      |

### Промосингли
| Назва                                                                         | Рік  | Найвищі позиції в чартах | Найвищі позиції в чартах | Найвищі позиції в чартах | Найвищі позиції в чартах | Найвищі позиції в чартах | Найвищі позиції в чартах | Найвищі позиції в чартах | Найвищі позиції в чартах | Найвищі позиції в чартах | Найвищі позиції в чартах | Сертифікації                      | Альбом                  |
| Назва                                                                         | Рік  | UK                       | AUS                      | BEL (FL)                 | CAN                      | GER                      | IRL                      | NLD                      | NZ                       | SWE                      | US                       | Сертифікації                      | Альбом                  |
| ----------------------------------------------------------------------------- | ---- | ------------------------ | ------------------------ | ------------------------ | ------------------------ | ------------------------ | ------------------------ | ------------------------ | ------------------------ | ------------------------ | ------------------------ | --------------------------------- | ----------------------- |
| «Room for 2»                                                                  | 2016 | —                        | —                        | —                        | —                        | —                        | —                        | —                        | —                        | —                        | —                        |                                   | Dua Lipa                |
| «Thinking 'Bout You»                                                          | 2017 | —                        | —                        | —                        | —                        | —                        | —                        | —                        | —                        | —                        | —                        |                                   | Dua Lipa                |
| «My Love» (Wale з Major Lazer, Wizkid та Дуа Ліпою)                           | 2017 | —                        | —                        | —                        | —                        | —                        | —                        | —                        | —                        | —                        | —                        |                                   | Shine                   |
| «Homesick»                                                                    | 2017 | —                        | —                        | 12                       | —                        | —                        | —                        | 14                       | —                        | —                        | —                        | - BPI: срібний - BEA: золотий     | Dua Lipa                |
| «Want To»                                                                     | 2018 | —                        | 83                       | —                        | —                        | —                        | 52                       | —                        | —                        | —                        | —                        |                                   | Dua Lipa                |
| «Kiss and Make Up» (з Blackpink)                                              | 2018 | 36                       | 33                       | —                        | 44                       | 48                       | 15                       | 48                       | 32                       | 32                       | 93                       | - BPI: срібний - ARIA: платиновий | Dua Lipa                |
| «High, Wild & Free»                                                           | 2018 | —                        | —                        | —                        | —                        | —                        | —                        | —                        | —                        | —                        | —                        |                                   | Промо-сингл без альбому |
| «Future Nostalgia»                                                            | 2019 | —                        | 99                       | —                        | —                        | —                        | 83                       | —                        | —                        | —                        | —                        | - MC: золотий                     | Future Nostalgia        |
| «Can They Hear Us»                                                            | 2021 | —                        | —                        | —                        | —                        | —                        | —                        | —                        | —                        | —                        | —                        |                                   | Gully                   |
| «Future Nostalgia Medley»                                                     | 2021 | —                        | —                        | —                        | —                        | —                        | —                        | —                        | —                        | —                        | —                        |                                   | Промо-сингл без альбому |
| «Think I'm in Love with You»                                                  | 2024 | —                        | —                        | —                        | —                        | —                        | —                        | —                        | —                        | —                        | —                        |                                   |                         |
| «—» позначає запис, який не потрапив у чарти або не був виданий у цій країні. |      |                          |                          |                          |                          |                          |                          |                          |                          |                          |                          |                                   |                         |

### Благодійні сингли
| Назва                                                                         | Рік  | Найвищі позиції в чартах | Найвищі позиції в чартах | Найвищі позиції в чартах | Найвищі позиції в чартах | Найвищі позиції в чартах | Найвищі позиції в чартах | Найвищі позиції в чартах | Найвищі позиції в чартах | Найвищі позиції в чартах | Найвищі позиції в чартах | Сертифікації   | Примітки                                                                                    |
| Назва                                                                         | Рік  | UK                       | AUS                      | AUT                      | BEL (FL) Tip             | CAN DL                   | IRL                      | NZ Hot                   | SCO                      | SWI                      | US DL                    | Сертифікації   | Примітки                                                                                    |
| ----------------------------------------------------------------------------- | ---- | ------------------------ | ------------------------ | ------------------------ | ------------------------ | ------------------------ | ------------------------ | ------------------------ | ------------------------ | ------------------------ | ------------------------ | -------------- | ------------------------------------------------------------------------------------------- |
| «Bridge over Troubled Water»                                                  | 2017 | 1                        | 53                       | 32                       | 26                       | —                        | 25                       | —                        | 1                        | 28                       | —                        | - BPI: золотий | - Сингл випущений задля збору коштів для постраждалих в пожежі в Grenfell Tower.            |
| «Times Like These»                                                            | 2020 | 1                        | —                        | —                        | 39                       | 8                        | 64                       | 5                        | 1                        | —                        | 18                       | - BPI: срібний | Створено BBC Radio 1 і випущено для надання міжнародної допомоги під час пандемії COVID-19. |
| «—» позначає запис, який не потрапив у чарти або не був виданий у цій країні. |      |                          |                          |                          |                          |                          |                          |                          |                          |                          |                          |                |                                                                                             |

## Інші пісні в чартах
| «High» (з Whethan)                                                            | 2018 | —  | —  | —  | —  | —   | —  | —  | 12 |               | Fifty Shades Freed                      |
| «Cool»                                                                        | 2020 | 81 | 60 | 58 | —  | 103 | 96 | 80 | —  | - MC: золотий | Future Nostalgia                        |
| «Pretty Please»                                                               | 2020 | —  | 70 | 48 | —  | 101 | —  | 79 | —  | - MC: золотий | Future Nostalgia                        |
| «Good in Bed»                                                                 | 2020 | —  | 91 | 50 | —  | 129 | —  | 91 | —  |               | Future Nostalgia                        |
| «Boys Will Be Boys»                                                           | 2020 | —  | —  | 78 | —  | 148 | —  | —  | —  |               | Future Nostalgia                        |
| «Love Is Religion (The Blessed Madonna remix)»                                | 2020 | —  | —  | —  | —  | —   | —  | —  | —  |               | Club Future Nostalgia                   |
| «If It Ain't Me»                                                              | 2021 | 73 | —  | —  | 34 | —   | —  | —  | —  |               | Future Nostalgia: The Moonlight Edition |
| «That Kind of Woman»                                                          | 2021 | 69 | —  | —  | —  | —   | —  | —  | 21 |               | Future Nostalgia: The Moonlight Edition |
| «End of an Era»                                                               | 2024 | —  | —  | —  | 10 | 125 | —  | —  | —  |               | Radical Optimism                        |
| «These Walls»                                                                 | 2024 | 40 | —  | 91 | 7  | 74  | —  | —  | —  |               | Radical Optimism                        |
| «Whatcha Doing»                                                               | 2024 | —  | —  | —  | 12 | —   | —  | —  | —  |               | Radical Optimism                        |
| «Falling Forever»                                                             | 2024 | —  | —  | —  | 14 | 177 | —  | —  | 12 |               | Radical Optimism                        |
| «—» позначає запис, який не потрапив у чарти або не був виданий у цій країні. |      |    |    |    |    |     |    |    |    |               |                                         |

## Відеокліпи
| Назва                                    | Рік  | Інші виконавці                              | Режисери                      |
| ---------------------------------------- | ---- | ------------------------------------------- | ----------------------------- |
| «New Love»                               | 2015 | Н/Д                                         | Ніколь Нодленд                |
| «Be the One»                             | 2015 | Н/Д                                         | Ніколь Нодленд                |
| «Last Dance»                             | 2016 | Н/Д                                         | Джон Бревер лан Блейр         |
| «Hotter than Hell»                       | 2016 | Н/Д                                         | Еміль Нава                    |
| «Blow Your Mind (Mwah)»                  | 2016 | Н/Д                                         | Кінга Бурза                   |
| «Room for 2»                             | 2016 | Н/Д                                         | Вікі Ловтон                   |
| «Be the One»                             | 2016 | Н/Д                                         | Даніель Кауфман               |
| «No Lie»                                 | 2017 | Шон Пол                                     | Тім Накаші                    |
| «Scared to Be Lonely»                    | 2017 | Мартін Гаррікс                              | Блек Клерідж                  |
| «Thinking 'Bout You»                     | 2017 | Н/Д                                         | Джейк Джеліціч                |
| «Lost in Your Light»                     | 2017 | Miguel                                      | Генрі Щофілд                  |
| «New Rules»                              | 2017 | Н/Д                                         | Генрі Щофілд                  |
| «My Love»                                | 2017 | Wale, Major Lazer, Wizkid                   | ACRS                          |
| «IDGAF»                                  | 2018 | Н/Д                                         | Генрі Щофілд                  |
| «One Kiss»                               | 2018 | Келвін Гарріс                               | Еміль Нава                    |
| «Electricity»                            | 2018 | Silk City                                   | Бредлі & Пабло                |
| «If Only»                                | 2018 | Андреа Бочеллі                              | Гаетано Морбіолі              |
| «Swan Song»                              | 2019 | Н/Д                                         | Флорія Сігісмонді             |
| «Don't Start Now»                        | 2019 | Н/Д                                         | Набіль Елдеркін               |
| «Physical»                               | 2020 | Н/Д                                         | Canada                        |
| «Break My Heart»                         | 2020 | Н/Д                                         | Генрі Щофілд                  |
| «Hallucinate»                            | 2020 | Н/Д                                         | Ліша Тен                      |
| «Un Día (One Day)»                       | 2020 | J Balvin, Bad Bunny, Tainy                  | Stillz                        |
| «Levitating (The Blessed Madonna remix)» | 2020 | Мадонна, Міссі Елліотт, The Blessed Madonna | Вілл Гупер                    |
| «Levitating»                             | 2020 | DaBaby                                      | Воррен Фц                     |
| «Fever»                                  | 2020 | Анжель                                      | We are from L.A.              |
| «Prisoner»                               | 2020 | Майлі Сайрус                                | Алана О'Герліхі, Майлі Сайрус |
| «We're Good»                             | 2021 | Н/Д                                         | Ваня Гейман, Гел Муджіа       |
| «Love Again»                             | 2021 | Н/Д                                         | Canada                        |
| «Demeanor»                               | 2021 | Pop Smoke                                   | Набіль Елдеркін               |
| «Cold Heart (Pnau remix)»                | 2021 | Елтон Джон                                  | Раман Джафарі                 |
| «Sweetest Pie»                           | 2022 | Megan Thee Stallion                         | Дейв Мейерс                   |
| «Potion»                                 | 2022 | Келвін Гарріс, Young Thug                   | Еміль Нава                    |
| «Dance The Night»                        | 2023 | Н/Д                                         | Грета Гервіг                  |
| «Houdini»                                | 2023 | —                                           | Ману Коссу                    |
| «Training Season»                        | 2024 | —                                           | Вінсент Гейкок                |
| «Illusion»                               | 2024 | —                                           | Таня Муїньо                   |